# Xã Owosso, Michigan
Xã Owosso (tiếng Anh: Owosso Township) là một xã thuộc quận Shiawassee, tiểu bang Michigan, Hoa Kỳ. Năm 2010, dân số của xã này là 4.821 người.